# Chissioua Bandrélé
Chissioua Bandrélé o Islote Bandréle (en francés: Îlot Bandrélé) es una isla francesa en el océano Índico situada en la entrada norte del canal de Mozambique en el archipiélago de Mayotte. Juunto a Grande-Terre, Petite-Terre, Chissioua Mtsamboro y Chissioua Mbouzi forma parte del Departamento de Ultramar francés de Mayotte.